# Česká liga amerického fotbalu
Česká liga amerického fotbalu (ČLAF) je nejvyšší soutěž v americkém fotbale, která je pořádána na území České republiky.  Soutěž vznikla v sezóně 1994 a od základní části sezóny 2022 nese soutěž název Snapbacks liga. Finále ligy nese název Czech Bowl.

## Vítězové Czech Bowlu
| Počet | Tým                   | Ročníky                         |
| ----- | --------------------- | ------------------------------- |
| 11×   | Prague Panthers       | 1995–1996, 1999–2003, 2007–2010 |
| 6×    | Prague Black Panthers | 2013–2018                       |
| 6×    | Prague Lions          | 1998, 2004–2006, 2019, 2022     |
| 3x    | Vysočina Gladiators   | 2021, 2023, 2025                |
| 2×    | Prague Black Hawks    | 2011, 2012                      |
| 1×    | Ostrava Steelers      | 1997                            |
| 1×    | Nitra Knights         | 2024                            |

## Kluby v České lize
V lize působí sedm týmů, z toho pět českých – Přerov Mammoths, Znojmo Knights, Vysočina Gladiators, Ostrava Steelers, Pilsen Patriots – a také dva slovenské týmy – Nitra Knights a Bratislava Monarchs.